# 윌 크레익
윌리엄 아이작 크레익(영어: William Isaac Craig, 1994년 11월 16일 ~ )은 미국의 야구 선수이자, 전 KBO 리그 키움 히어로즈의 내야수, 외야수이다.

## 미국 프로야구 시절
2020년에 피츠버그 파이리츠에 입단하였다. 타율 0.243, 23홈런, 78타점을 기록했다.

## 한국 프로야구 시절

### 키움 히어로즈시절
2021년 7월 데이비드 프레이타스를 대체할 외국인 야수로 영입되었다. 시즌 후, 그의 차기 대체 용병으로는 LA 다저스 시절 류현진의 옛 동료로 친숙한 야시엘 푸이그가 영입되었다.